# مغزرة كلسية
مغزرة كلسية (الاسم العلمي:Polygala calcarea) هي نوع من النباتات تتبع جنس المغزرة من الفصيلة المغزرية.